# Karel van Ark
Karel van Ark   (Sant Petersburg, 28 d'agost de 1839 (Julià) - Sant Petersburg, 11 d'agost de 1902 (Julià)) era un pianista i professor de música russo-neerlandès.
Van Ark, fill de d'un organista de l'Església reformada holandesa de Sant Petersburg, va estudiar piano amb Theodor Leschetizky i composició amb Nikolai Saremba. Quan el Conservatori de Sant Petersburg va ser fundat el 1862, va ensenyar primer piano allà com a ajudant de Leschetizky i des del 1873 com a professor.
Van Ark va compondre peces per a piano i va escriure un llibre d'escola de tècniques per a piano. estaven entre els seus estudiants Sergei Bortkiewicz, Artur Lemba, Ievgueni Raphof i Nikolai Txerepnín, Anna Iéssipova només va estar breument amb van Ark.
Van Ark resta enterrat al cementiri Luterà Wolkowo de Sant Petersburg.